# Dalenys
Dalenys (anciennement Rentabiliweb) est une filiale du Groupe BPCE, spécialisée en moyens de paiement pour le commerce en ligne, les réseaux de franchisés et les marchés en ligne.
Créé en 2002 par Jean-Baptiste Descroix-Vernier le groupe possède des bureaux à Paris et Amsterdam, emploie en 2020 plus de 150 collaborateurs.

## Histoire du groupe
Dalenys, créée en 2002, est une holding belge, spécialisée dans  la monétisation des audiences, qui a créé le premier guichet unique de prestations rentables à destination des professionnels sur Internet et mobiles en Europe. La société a obtenu en date du 3 janvier 2011 l’agrément d’établissement de paiement. La société propose une solution de paiement destinée au commerce en ligne.
En 2015, Rentabiliweb abandonne ses activités BtoC pour se concentrer sur les technologies de paiement BtoB, et devient Dalenys. La société, cotée en bourse jusqu'en 2017 sur Euronext Bruxelles et Paris, en sort après son rachat par Natixis (Groupe BPCE).

## Activités
Le 24 janvier 2012, le groupe Rentabiliweb a annoncé la mise en place d'une prestation de paiement pour le commerce en ligne sous la dénomination de "Be2bill". Cette nouvelle activité découle de la fin du monopole bancaire sur les services de paiement en ligne qui permet depuis lors de confier les transactions par carte à des agences privées, via la mise à disposition d'éditeurs de sites et de marketing direct. La prestation Be2bill (dite « solution 3 en 1 ») permet à la fois à ses clients de bénéficier des services traditionnels d’une banque, des services d’un fournisseur de service de paiement pour sécuriser et exécuter une transaction en ligne ainsi que de disposer de programmes de fidélisation.
Le groupe vend également aux professionnels et aux webmasters une plate-forme de services. Les programmes de fidélité à l’instar de Mailorama affichent une croissance élevée, supérieure à 50 %.
Rentabiliweb est aussi éditeur de contenus clés en main dans le divertissement : jeux, information et conseils tels que la bourse ou l’astrologie avec Purevoyance, un site qui propose les services de consultants (astrologues, numérologues et tarologues). La plateforme met à disposition des services gratuits ou payants sur l’ensemble des médias numériques.
Le groupe a cédé en mars 2008 plusieurs dizaines de sites de charme pour adultes parce qu'ils « ne correspondaient pas » à ses « critères éthiques » à l'issue de « l'audit global effectué par le Comité Déontologique » dont Rentabiliweb s'était doté.

### Partenariats
En 2009, le Groupe Rentabiliweb devient partenaire du groupe Lagardère.
En janvier 2012, Rentabiliweb lance l’offre monétique Be2Bill à l’occasion du salon e-marketing,.
Il est admis depuis le 24 juin 2011 au sein du groupement d'établissements financiers.
En juin 2011, il est homologué 'Facebook Advertising Provider', en tant qu’acteur publicitaire, et a le droit de travailler sur le réseau social.
Il développe des partenariats avec RueDuCommerce, le journal Libération, le magazine Marianne, et acquiert Edencast.

## Organisation

### Le fondateur
Né en 1970, Jean-Baptiste Descroix-Vernier est diplômé en droit, et a commencé sa carrière comme avocat d’affaires à Lyon. En 2000, il se lance dans le numérique. Jusqu'en 2017, il dirige l'entreprise.

### La filiale du Groupe BPCE
En 2018 Dalenys devient une filiale de Natixis jusqu'en mars 2022, date à laquelle elle devient une filiale du Groupe BPCE.
Dalenys n'est plus coté en bourse, mais sa maison mère le Groupe BPCE l'est toujours.

## Controverses

### Fermeture de Mailorama
Fin novembre 2018, Mailorama envoie un email à tous ses membres pour leur annoncer sa fermeture définitive le 31 décembre 2018. Précisant que dans les conditions générales, les membres ne peuvent pas être payés si leur solde n'atteint pas 20€. Très vite, les membres réagissent, estimant ces conditions abusives dans le cadre d'une fermeture définitive.

### L’affaire Mailorama
Le 14 novembre 2009, une opération promotionnelle de distribution de billets de banque, prévue et autorisée, est organisée aux pieds de la Tour Eiffel par Mailorama, une filiale de Rentabiliweb spécialisée dans le cash back. À la suite de risques d'émeutes, l'opération est finalement annulée quelques minutes avant son démarrage par la préfecture de police de Paris.
Une émeute a lieu sur le Champ-de-Mars, initiée par des groupes organisés selon la police.
« Neuf personnes ont été interpellées par les forces de l'ordre, certaines placées en garde à vue et d'autres jugées en comparution immédiate dès demain », avait alors déclaré Michèle Alliot-Marie, invitée sur le plateau RTL de Jean-Michel Aphatie le 15 novembre 2009.
Le 19 novembre 2009, Jean-Baptiste Descroix-Vernier, patron de la maison mère de Mailorama, revient sur les incidents et affirme assumer sa part de responsabilité dans une interview donnée sur BFM Radio.
Le même jour, Brice Hortefeux, ministre de l’Intérieur, dépose plainte contre la société, invoquant l'article 223-1 du code pénal. L’intégralité du don s’élevant à 100 000 euros a été entièrement offert au Secours Populaire le 26 novembre 2009. Le président du groupe explique son geste dans une interview accordée à Europe 1 le 1er décembre 2009.

### Le site de notation Palmarès.com
Le 24 juin 2009, Rentabiliweb avait annoncé la création du site Palmarès.com qui devait permettre à tous les internautes francophones de noter les professions, les établissements ou les institutions, tels les avocats, les élus, les fournisseurs d'accès Internet, les compagnies aériennes ou encore les sportifs. À la suite des plaintes de plusieurs avocats, le 3 juillet la Cnil publie sa mise en demeure, pour qui l'utilisation de données nominatives sans le consentement des personnes concernées est contraire à la loi informatique et libertés. Stéphane Cola, le responsable du site, alerte alors l'opinion publique et rappelle que la notation nominative se pratique couramment à l'étranger.

### Hi-Media
En 2008, Rentabiliweb voulait racheter sa concurrente Hi-Media. Pour ce faire, Rentabiliweb a accusé Hi-Media de chercher à la discréditer et notamment d'avoir fait disparaître sa mention sur l'article « Micropaiement » de Wikipédia.
Le Tribunal de commerce de Paris a jugé le 1er juillet 2011 que les dénigrements dont Hi-Média s'était rendue coupable étaient moins graves que ceux dont elle avait elle-même été la victime de la part de Rentabiliweb ; il a condamné Hi-media à verser 25 000 € à Rentabiliweb, et Rentabiliweb à verser 100 000 € de dommages-intérêts à Hi-Media. En octobre 2013, la Cour d'appel a infirmé le jugement en estimant que Rentabiliweb n'apporte aucun élément circonstancié permettant de retenir Hi-Media comme étant l'auteur d'une intervention ayant eu pour objet de supprimer le lien externe de Rentabiliweb sur le site Wikipédia.

### Dissensions entre le fondateur et Natixis
En juillet 2019, selon Mediapart, le fondateur (Jean-Baptiste Descroix-Vernier) s'estimant floué à la suite de la revente à Natixis, porte plainte contre elle pour abus de confiance.